# 周孝信
周孝信（1940年4月7日—），男，山东蓬莱人，中国电力系统专家。曾任电力科学研究院总工程师，教授级高级工程师。

## 生平
周孝信生于山东蓬莱。1965年毕业于清华大学。1993年当选为中国科学院院士。